# GTR: FIA GT Racing Game
GTR: FIA GT Racing Game es un simulador de carreras desarrollado por SimBin Studios (más tarde Sector3 Studios) para la x86 PC.

## Jugabilidad
El simulador permite conducir tanto en carreras para un jugador como en todo un campeonato que se desarrolla en circuitos y con coches oficiales del calendario FIA GT. Además del modo para un jugador, también está disponible la sección multijugador que ofrece las mismas opciones que la primera.

## Desarrollo
Debido a algunos problemas encontrados para encontrar empresas de distribución interesadas en vender el simulador, GTR se distribuyó en varios países del mundo en períodos muy diferentes.

## Modificaciones y complementos
Simbin también lanzó un "paquete adicional" llamado "Kings of Ovals" que contiene un conjunto de nuevas pistas de estilo ovalado.

## Recepción
GameSpot dijo: "A pesar de sus imperfecciones, GTR es el soplo de aire fresco que este género tanto necesita". Le otorgaron al juego una puntuación de 8.8 (genial). IGN.com también elogió el juego y dijo: "Las grandes afirmaciones se acercan a la realidad". IGN.com dio una puntuación de 8.5 (excelente).
GTR ganó el premio PC Gamer US al "Mejor juego de carreras 2005". Andy Mahood de la revista escribió: "Con su campo con licencia de deportes exóticos y máquinas GT, circuitos europeos exquisitamente renderizados y una física de vehículos sobresaliente, GTR avanzó la tecnología de simulaciones de carreras a niveles nunca antes vistos". También fue finalista en la lista de los 10 mejores juegos de computadora de 2005 de Computer Games Magazine.